# Felipe de Castro

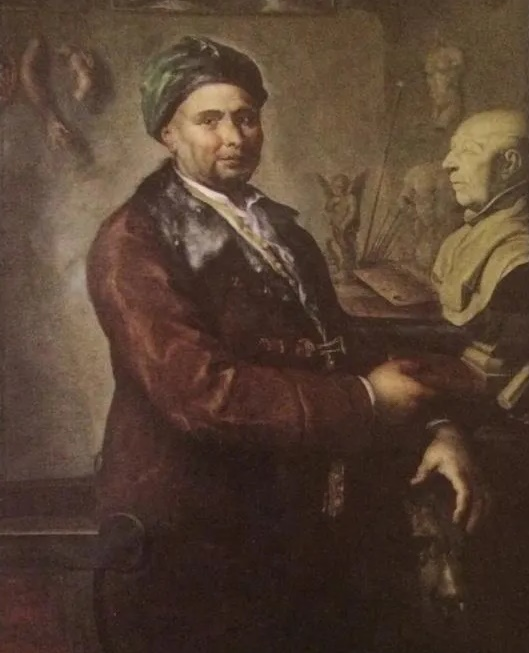
Gregorio Ferro, El escultor Felipe de Castro, h. 1794. Óleo sobre lienzo, 170 x 120 cm, Universidad de Santiago de Compostela, Facultad de Geografía e Historia. El escultor aparece trabajando en el busto inacabado de fray Martín Sarmiento.

Felipe de Castro (Noya, c. 1704/1711–Madrid, 25 de agosto de 1775) fue un escultor español, de origen gallego, introductor de las fórmulas sobrias del neoclasicismo y primer escultor del rey Fernando VI.

## Biografía y obra
Hijo de Alberto de Agrafoxo y Castro, clérigo, y de Beatriz de Soto, nació cerca de Noya, según Juan Agustín Ceán Bermúdez en 1711. Inició sus estudios primero en Noya y luego en Santiago de Compostela con maestros de escasos conocimientos, según los describe Ceán. En 1724 se encontraba en Portugal, de donde pasó a Sevilla, residencia en ese momento de la Corte, entrando a trabajar en el taller de Pedro Duque y Cornejo. En Sevilla ejecutó bajo la dirección de Cornejo las estatuas de San Leandro y San Isidoro para el retablo de la Virgen de las Aguas en la iglesia de San Salvador. Hacia 1733 marchó a Roma a su costa junto con el pintor Francisco Preciado de la Vega. Allí colaboró con Giuseppe Rusconi y Filippo della Valle, de quien fue discípulo, y conoció a Anton Raphael Mengs.

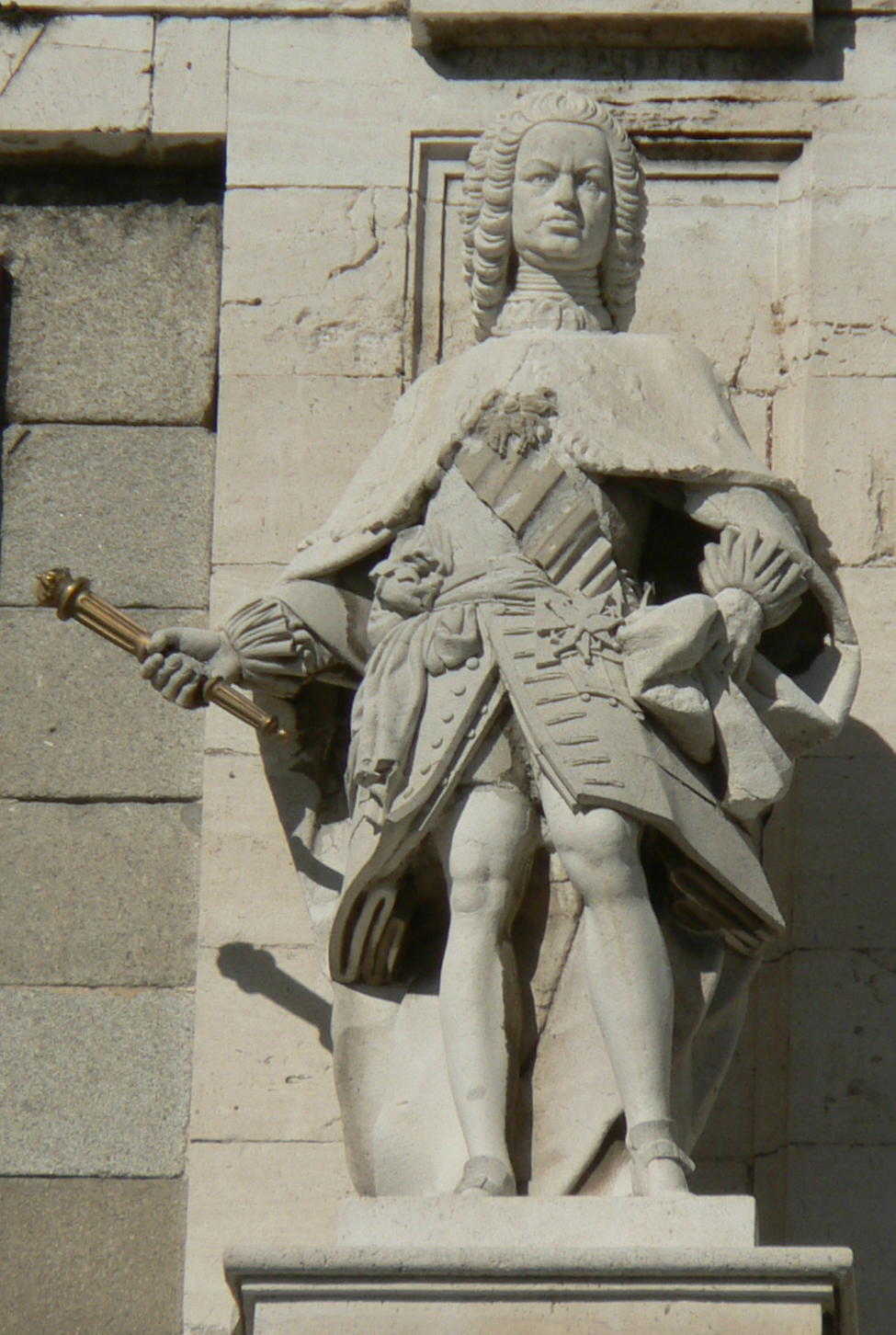
Estatua de Fernando VI en el Palacio Real de Madrid.

En 1739 obtuvo el primer premio de escultura de la Academia de San Lucas con el relieve Ester che denuncia Amano ad Assuero, ingresando en ella como miembro a la vez que en la de los Arcades de Roma. De su obra romana Ceán destaca unos ángeles mancebos para la iglesia de San Apolinar, «muy celebrados por los profesores». Al acceder Fernando VI al trono lo llamó a España, donde se encontraba ya en 1747 con el título de escultor personal del rey y director extraordinario de escultura de la recién creada Real Academia de Bellas Artes de San Fernando, en cuya puesta en funcionamiento jugó un papel principal. 
Junto con Juan Domingo Olivieri se encargó a partir de 1749 de la decoración escultórica del Palacio Nuevo, conforme al programa proporcionado por el padre fray Martín Sarmiento. 

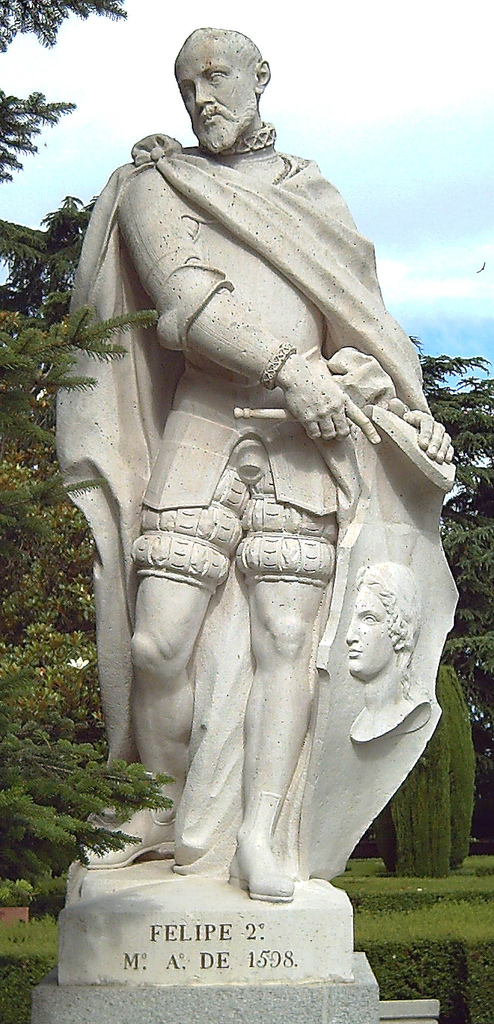
Escultura de Felipe II en piedra de Colmenar de la serie de reyes para el Palacio Real de Madrid.

Para la serie de noventa y cuatro reyes de España, empezando por Ataúlfo, de cuya factura se encargó Castro, destinada a coronar la balaustrada, Olivieri y Castro se sirvieron de un elevado número de escultores que trabajaron bajo su dirección, entre ellos Luis Salvador Carmona, Felipe del Corral, Juan de Villanueva y Barbales, Alejandro Carnicero, Roberto Michel, Juan Porcel y Juan Pascual de Mena. Para abaratar costes se empleó piedra caliza de Colmenar en lugar de mármol y las estatuas se hicieron en dos piezas. En la fachada principal y sobre el balcón se situaron las estatuas de Felipe V y su esposa, María Luisa de Saboya, que empezaron la construcción del palacio, y Fernando VI con Bárbara de Braganza, que lo terminaron, cuya ejecución se reservaron Olivieri y Castro, correspondiendo a Castro las efigies de los monarcas reinantes. En 1760 Carlos III, dado el cambio en los gustos, ordenó desmontar las estatuas, que fueron almacenadas hasta que a partir de 1787 comenzaron a distribuirse por distintos jardines y parques españoles.
Para el frente de la triple portada del mediodía se proyectaron cuatro estatuas colosales de emperadores romanos de cuya ejecución se encargaron personalmente Olivieri y Castro: Arcadio, Trajano, realizadas por Castro, y Teodosio y Honorio, labradas por Olivieri. La comparación entre ellas permite apreciar la novedad que suponía la obra de Castro, con su elegancia académica superadora de las fórmulas barrocas.
Al margen de labores menores ejecutadas también para el Palacio Real, entre ellas uno de los leones de la escalera principal, cuatro medallones de los Trabajos de Hércules y algunos ángeles niños para la capilla, su principal ocupación como escultor del rey iba a ser la de hacer sus retratos y los de su esposa, Bárbara de Braganza, a quienes ya en 1747 tuvo ocasión de retratar en «directo». Terminados «muy a satisfacción de Sus Majestades», de los modelos se obtuvieron vaciados en yeso, conservados en la Real Academia de Bellas Artes de San Fernando. Dos bustos en mármol posteriores, fallecidos ya los monarcas, realizó el propio Castro con algunas variantes sobre aquellos modelos para el convento de las Salesas Reales, donde están enterrados. Los dos vaciados de fray Martín Sarmiento que se conservan en la Academia, antaño catalogados como de Benito Jerónimo Feijoo, cuyo original en mármol se encuentra en la Academia de Historia, son junto con el busto de Alfonso Clemente de Aróstegui, otra muestra de la capacidad en este género que él iba a revitalizar. Trabajó en la escultura de la Fuente de las Conchas del Palacio del Infante Don Luis, en Boadilla del Monte, que dejó inconclusa al fallecer en 1775, y que finalizó al año siguiente su discípulo Manuel Álvarez el Griego.
Además de su dedicación a la escultura, aunque de corta producción, Castro dedicó tiempo a la enseñanza, siendo en este orden prototipo del artista culto: en 1752, año de su fundación oficial, fue nombrado director de escultura de la Academia, de la que en 1763 fue nombrado director general. Para ayudarse en estas tareas, dice Ceán, tradujo del toscano y publicó en 1753 la Lección de Benedicto Carchi. Reunió, además, una importante biblioteca que a su muerte legó a la Universidad de Santiago de Compostela, con la que pleiteó la Academia por hacerse con parte de ella, al considerarla la mejor biblioteca de materias artísticas de España.
Entre sus discípulos pueden citarse al escultor Manuel Álvarez de la Peña, que se encargó de pasar al mármol y concluir algunas de las esculturas que a su muerte dejó inacabadas en el palacio de Boadilla, y el grabador de talla dulce, monedas, medallas y letras de imprenta Jerónimo Antonio Gil.